# Mala sela (Črnomelj, Slovenija)
Mala sela su naselje u slovenskoj Općini Črnomlju. Mala sela nalaze se u pokrajini Dolenjskoj i statističkoj regiji Jugoistočnoj Sloveniji.

## Stanovništvo
Prema popisu stanovništva iz 2002. godine naselje je imalo 16 stanovnika.